# Il Giornale
Il Giornale (Le Journal, en italien) est un quotidien italien conservateur qui diffuse à un peu moins de 200 000 exemplaires en moyenne.

## Historique
Le quotidien est fondé par Indro Montanelli en 1974 – avec l'aide essentielle de Gianni Granzotto et Guido Piovene – qui l'a dirigé pendant vingt ans.
Entré dans le capital en 1978, Silvio Berlusconi en contrôle plus de 80 % à partir des années 1990. Son frère Paolo Berlusconi en devient le propriétaire en 1992.
Son directeur est Augusto Minzolini (depuis le 15 juin 2021) succédant à Alessandro Sallusti (2010-2021) et auparavant Vittorio Feltri. Parmi ses collaborateurs figure Giovanni Arpino. Le vaticaniste Andrea Tornielli est l'un des reporters au sujet de l'actualité du Saint-Siège.

## Condamnations judiciaires
En 2007, la Cour de cassation condamne Vittorio Feltri et la Société européenne d'éditions à verser 45 000 € à Rosario Bentivegna pour diffamation, pour l'avoir comparé à Erich Priebke. En mars 2013, la Cour de cassation condamne Il Giornale à verser 100 000 € à certains juges du ministère public milanais, dont Ilda Boccassini, pour les avoir accusés d'avoir une attitude de persécution envers Silvio Berlusconi.